# Попковиці
Попковиці (пол. Popkowice) — село в Польщі, у гміні Ужендув Красницького повіту Люблінського воєводства.
Населення — 801 особа (2011).

## Демографія
Демографічна структура станом на 31 березня 2011 року:
|          | Загалом | Допрацездатний вік | Працездатний вік | Постпрацездатний вік |
| -------- | ------- | ------------------ | ---------------- | -------------------- |
| Чоловіки | 374     | 47                 | 227              | 100                  |
| Жінки    | 427     | 56                 | 213              | 158                  |
| Разом    | 801     | 103                | 440              | 258                  |